# Apple Bowl
Apple Bowl – wielofunkcyjny stadion w Kelownie, w Kanadzie. Może pomieścić 2314 widzów, z czego 1054 miejsca znajdują się na trybunie głównej. Na obiekcie swoje spotkania rozgrywają zawodnicy juniorskiego zespołu futbolu kanadyjskiego, Okanagan Sun, grającego w Canadian Junior Football League; korzystali z niego także piłkarze klubu Okanagan Challenge występującego w Pacific Coast Soccer League. Ponadto stadion użytkują również lekkoatleci z Kelowna Track & Field Club, a co roku organizowany jest na nim lekkoatletyczny memoriał Jacka Browa.